# Albomyces sasicola
Albomyces sasicola är en svampart som beskrevs av Oguchi 2001. Albomyces sasicola ingår i släktet Albomyces och familjen Clavicipitaceae.   Inga underarter finns listade i Catalogue of Life.